# Machico
Machico – gmina (port. concelho) i miasto (port. cidade) w Portugalii, w Regionie Autonomicznym Madera, zlokalizowana we wschodniej części wyspy Madera, nad Oceanem Atlantyckim. Według danych na 2021 r. gmina liczyła 19 593 mieszkańców. Prawa miejskie otrzymało 2 sierpnia 1996.